# 南道海洋列車
南道海洋列車（なんどうかいようれっしゃ、朝: 남도해양열차）、別名S-trainは、韓国鉄道公社（KORAIL）が運行する観光列車である。

## 概要
2013年9月27日に運行を開始した。韓国南部の慶全線、全羅線を中心に運行している。
車両はムグンファ号に使用されていた客車、電源車、機関車の計14両を改造したもので、亀甲船をイメージした造りになっており、茶礼室、レポート室、カフェ室、ヒーリング室などを連結し運行する。

## 現在の運行路線
- 慶全線系統（京釜線・慶全線） 釜山 - 晋州 - 宝城 - 光州松汀間
- 全羅線系統（京釜線・湖南線・全羅線） ソウル - 西大田 - 益山 - 麗水エキスポ間

## 歴史
- 2013年
  - 9月11日：ソウル駅にて運行開始式典。
  - 9月27日：正式運行開始。
  - 12月9日：鉄道労協のストライキにより運行停止。
  - 12月13日：光州駅 - 馬山から西大田 - 光州松汀に変更。
- 2014年
  - 1月4日：運行再開。
  - 1月11日：西大田 - 光州松汀間開通にともない、運行開始。
  - 4月1日：KTX開通10周年を記念し、龍山 - 谷城間で特別列車を運行。
  - 6月1日：西大田 - 光州松汀から龍山 - 麗水エキスポに変更。また、釜山 - 麗水エキスポから釜山 - 宝城に変更。
  - 10月1日：龍山駅 - 麗水エキスポからソウル - 麗水エキスポに変更。
- 2021年
  - 2月10日：釜山 - 宝城から釜山 - 光州松汀に変更。